# ドロテア (ボスニア王妃)
ドロテア (ブルガリア語: Доротея, セルビア・クロアチア語: Doroteja/Доротеја; 1390年ごろ没)は、第二次ブルガリア帝国のツァーリイヴァン・スラツィミルの娘。ハンガリー王ラヨシュ1世の虜囚を経て、ボスニアのバンであるスティエパン・トヴルトコ1世と結婚した。後にトヴルトコがボスニア王となったことで、ドロテアは初代ボスニア王妃となった。ボスニア語風にドロスラヴァ (Дорослава)と呼ばれることもある。スティエパン・トヴルトコ2世の母である可能性がある。

## 虜囚時代
ドロテアはブルガリア皇帝イヴァン・スラツィミルの娘で、母はイヴァンの従妹で二番目の妃アンナ・バサラブである。1365年、ハンガリー王ラヨシュ1世がイヴァン・スラツィミルの帝国の首都ヴィディンを占領し、ドロテアは家族と共に中央クロアチアのボシルイェヴォにあるフムニク要塞に投獄された。4年の虜囚生活の間に、ドロテアはブルガリア正教会からカトリック教会へ改宗させられた。
父イヴァン・スラツィミルは1369年に釈放され、ラヨシュ1世の属国として復帰した。しかしドロテアら姉妹はハンガリー宮廷に名誉ある人質として留め置かれた。ドロテアは王妃コトロマニッチ・エルジェーベトや王母ウォキェテク・エルジェーベトに目をかけられた。マヴロ・オルビニによれば、ドロテアは王妃に女官として仕えていた。姉妹が夭折してしまった中、ドロテアはラヨシュ1世にも気に入られるようになった。

## 結婚
ボスニアのバンでラヨシュ1世に従属する領主の一人だったスティエパン・トヴルトコ1世は、おそらくドロテアがクロアチアで虜囚となっていたころに彼女のことを聞き知っていた。ラヨシュ1世はトヴルトコに、彼女との結婚を提案した。ラヨシュ1世は自らドロテアの代理として結婚交渉を進めた。1374年12月前半、2人の結婚式がハンガリー支配下のスレム地方、おそらくはジャコヴォかイリンツィで執り行われた。祝賀の祭りがイリンツィで開催されたことは確実である。
1377年10月、トヴルトコはボスニア王として戴冠し、それに伴いドロテアは最初のボスニア王妃となった。スティエパン・トヴルトコ1世は国政にあたりドロテアに協力を仰いでいたようで、義母イェレナ・シュビッチと共に夫の発行する特許状の証人となり、これを遵守することを誓っている。例えば1382年にラグサ共和国に向け発行された特許状には、王や王子らと共にドロテアの名が記されている。この王子はおそらくドロテアの子で、後のスティエパン・トヴルトコ2世であるとみられている。
ドロテアは1390年のすぐ前に亡くなったとみられている。というのも、この年にスティエパン・トヴルトコ1世が再婚相手を求めてハプスブルク家と交渉しているためである。